# Metallica (musikalbum)
Metallica är Metallicas femte studioalbum, utgivet den 12 augusti 1991. Det kallas ofta för The Black Album ("Det svarta albumet") med anledning av det helsvarta omslaget. Metallica ändrade musikalisk inriktning till en mer kommersiell och radiovänlig framtoning på det här albumet. Albumet blev etta på Billboardlistan och är deras, än så länge, bäst säljande.
För att fira albumets 30-årsjubilem utgavs i september 2021 en remastrad version. Den nya versionen finns tillgänglig på CD, vinyl och i en box. Boxen innehåller förutom albumet liveskivor, en bok och DVD-skivor. I samband med utgivningen gick skivan återigen in på den svenska topplistan över de mest sålda skivorna i Sverige, Sverigetopplistan.
År 2001 gjordes en dokumentär om inspelningen av albumet i serien Classic Albums.

## Låtlista
All sångtext är skriven av James Hetfield. 
| Nr           | Titel                | Musik                             | Längd |
| ------------ | -------------------- | --------------------------------- | ----- |
| 1.           | Enter Sandman        | Hetfield Lars Ulrich Kirk Hammett | 5:31  |
| 2.           | Sad But True         | Hetfield Ulrich                   | 5:24  |
| 3.           | Holier than Thou     | Hetfield Ulrich                   | 3:47  |
| 4.           | The Unforgiven       | Hetfield Ulrich Hammett           | 6:27  |
| 5.           | Wherever I May Roam  | Hetfield Ulrich                   | 6:44  |
| 6.           | Don't Tread on Me    | Hetfield Ulrich                   | 4:00  |
| 7.           | Through the Never    | Hetfield Ulrich Hammett           | 4:04  |
| 8.           | Nothing Else Matters | Hetfield Ulrich                   | 6:28  |
| 9.           | Of Wolf and Man      | Hetfield Ulrich Hammett           | 4:16  |
| 10.          | The God That Failed  | Hetfield Ulrich                   | 5:08  |
| 11.          | My Friend of Misery  | Hetfield Ulrich Jason Newsted     | 6:49  |
| 12.          | The Struggle Within  | Hetfield Ulrich                   | 3:53  |
| Total längd: | Total längd:         | Total längd:                      | 62:31 |

## Medverkande
- James Hetfield – sång, kompgitarr, sologitarr ("Nothing Else Matters"), sitar ("Wherever I May Roam")
- Kirk Hammett – sologitarr
- Jason Newsted – elbas
- Lars Ulrich – trummor